# Legrand Legacy: Tale of the Fatebounds
Legrand Legacy: Tale of the Fatebounds — компьютерная игра в жанре JRPG, разработанная индонезийской студией Semisoft и изданная Another Indie. Выход состоялся 24 января 2018 года для PC-совместимых компьютеров на операционной системе Windows.

## Игровой процесс
В Legrand Legacy: Tale of the Fatebounds игрок берёт на себя роль раба-гладиатора по имени Финн, который неожиданно для себя обнаруживает скрытые способности.

## Восприятие
| Сводный рейтинг | Сводный рейтинг |
| Агрегатор       | Оценка          |
| --------------- | --------------- |
| Metacritic      | 67/100          |

Legrand Legacy получила смешанные отзывы от критиков. На сайте-агрегаторе оценок Metacritic игра имеет 67 баллов из 100 на основе 10 рецензий от различных изданий. Игра также находится на 81 месте в ТОПе самых обсуждаемых игр 2018 года на том же сайте.
Чит Ко из Dark Station сказал, что Legrand Legacy может пробудить в игроке ностальгические чувства, однако при этом игру он назвал «посредственной JRPG, способной вызвать множество разочарований», хотя музыкальное сопровождение и художественную составляющую рецензент назвал «потрясающими».